# Uhrwiller
Uhrwiller é uma comuna francesa na região administrativa de Grande Leste, no departamento Baixo Reno. Estende-se por uma área de 11 km². Em 2010 a comuna tinha 708 habitantes (densidade: 64,4 hab./km²).

## Idade Média
Os documentos da abadia de Wissembourg é a primeira menção conhecida de Niefern, 19 de junho de 737, sob a forma de in fine Niufara. Uhrwiller é citado de 27 de maio de 742, sob a forma de Uruniuuila.
A ocupação do terreno de Hànsadelskerichhoft início da Idade Média até ao dealbar do século 15 é atestada pelas declarações de superfície(presença de cerâmica para a datação). No verão de 1994, as fundações de uma igreja medieval e uma necrópole em vários níveis de enterramentos da época foram atualizados. Esta descoberta confirma a origem dos nomes dos lugares", disse Oberkich(igreja superior) e After Kirchhof(Cemitério), hoje Hànsadelskerichhoft.